# Your Song (レミオロメンの曲)
「Your song」（ユア・ソング）は、レミオロメンの配信限定シングルである。

## 解説
- 配信限定シングルだと前作「花鳥風月」から約1年、CDシングルを含めると前作「立つんだジョー」から約半年での発売。
- レミオロメンとしては初めて配信とボックス仕様（後述）2形態で発売。
- 翌年の2012年に活動休止を発表したため、バンドとしては最後に発表された楽曲となっている。

## 収録曲
1. Your Song（作詞・作曲：藤巻亮太　編曲：レミオロメン）
藤巻曰く、「自分たちと向き合うことで生まれた楽曲」と述べている。また、この曲で初めて藤巻はギターを手放し、ボーカルに専念している[要出典]。

## 10th Anniversary Special CD BOX「Your Song」
「10th Anniversary Special CD BOX『Your Song』」（テンス･アニバーサリー・スペシャル・シーディー・ボックス「ユア・ソング」）はレミオロメンの書き下ろし小説＋音楽シングルである。

### 概要
- レミオロメンとしては初めて、CDと小説とのコラボレーション形態（ボックス仕様）で発売された。

### 収録内容

#### CD
1. Your Song（作詞・作曲：藤巻亮太／編曲：レミオロメン＆皆川真人）
2. 粉雪（作詞・作曲：藤巻亮太／編曲：レミオロメン＆小林武史）
3. 3月9日（10th Anniversary Ver.）（作詞・作曲：藤巻亮太／編曲：レミオロメン）

#### 書き下ろし小説
- Your Song（小説：大島里美、写真：レミオロメン）
大島が「Your Song」にインスパイアを受けて書き下ろした短編小説（46ページ）。
内容は「すれ違う二人のきもちを描いた」もの。

#### アーティストブックレット
- 歌詞のほかに10周年スペシャルインタビューを収録（16ページ）。

## タイアップ
- Your Song
  - テレビ東京系月曜ドラマ『最上の命医』主題歌。
  - フジテレビワンツーネクスト「oto-raku」2011年1月マンスリーテーマ曲

- 3月9日 (10th Anniversary ver.)
  - 「AOKI フレッシャーズキャンペーン」CMソング